# توماس برتهولد
توماس برتهولد (به آلمانی: Thomas Berthold) بازیکن فوتبال و مدافع اهل آلمان است که از سال ۱۹۸۵ میلادی عضو تیم ملی فوتبال آلمان بوده‌است. وی در ۶۲ بازی ملی حضور داشته است و آخرین بازی ملی خود را در سال ۱۹۹۴ میلادی انجام داد. توماس برتهولد در بازی‌های ملی‌اش ۱ گل به ثمر رساند.
از تیم‌‌هایی که در آن بازی کرده‌است می‌توان به باشگاه فوتبال اشتوتگارت اشاره کرد.